# Ernst Jean-Joseph
Ernst Jean-Joseph (Cap-Haïtien, 11 giugno 1948 – 14 agosto 2020) è stato un calciatore haitiano, di ruolo difensore.

## Carriera

### Club
In patria gioca tra le file del Violette Athletic Club. Durante il periodo di militanza con il Violette Athletic Club, fece parte della spedizione haitiana ai Mondiali tedeschi del 1974.
Nel 1978 si trasferì negli Stati Uniti, per giocare con i Chicago Sting, club con cui raggiunse gli ottavi di finale della NASL 1978.
Nel 1978 torna in patria per giocare nel Racing Club Haïtien.

### Nazionale
Ha vestito la maglia di Haiti in quattordici occasioni, partecipando con la sua Nazionale ai Mondiali tedeschi del 1974, giocando uno dei tre incontri disputati dalla sua Nazionale.
Il suo primo incontro in Nazionale è datato 15 aprile 1974 nella vittoria haitiana per 7-0 contro Porto Rico mentre l'ultimo lo disputò nella vittoria dei Les Grenadiers del 12 settembre 1980 per 1-0 contro le Antille Olandesi.

## Palmarès

### Nazionale
- Campionato CONCACAF: 1

Haiti 1973